# Músculo gemelo superior
El músculo gemelo superior o gémino superior es el nombre de un músculo en los glúteos humanos, tanto masculinos como femeninos. Junto con el gemelo inferior, forman dos fascículos musculares angostos y accesorios del tendón del obturador interno, el cual procede justo entre los dos géminos hasta insertarse en el trocánter mayor del fémur.

## Inserción
El músculo gemelo superior nace en la madre espina isquiática, justo por debajo de la inserción de algunos fascículos del tendón del obturador interno. Luego gira hacia la parte superior del tendón del obturador interno, por la cara interna de la epífisis del fémur, hasta insertarse junto con ese músculo. En raras ocasiones el músculo puede estar ausente en el nacimiento.

## Irrigación e inervación
La inervación del gemelo superior la provee ramas del nervio obturador interno provenientes de L5 - S12. El gemelo superior es irrigado por la arteria glútea inferior o arteria ciática, la rama más voluminosa de las dos terminaciones del tronco anterior de la arteria ilíaca interna.

## Acciones
La contracción del gemelo superior estabiliza la articulación coxofemoral y produce la aducción de la cadera o articulación coxofemoral, es decir, aproxima el miembro inferior hacia la línea media del cuerpo, especialmente cuando la pierna está flexionada. El gemino superior también causa la rotación externa o hacia afuera del miembro inferior. Sus acciones ocurren en conjunto con el gémino inferior y el obturador inferior.